# Гамаюрова, Пелагея Михайловна
Пелагея Михайловна Гамаюрова (13.04.1923 — 12.08.2001) — советская доярка, бригадир подсобного хозяйства «Черевково» Министерства внутренних дел СССР (Красноборский район Архангельской области). Герой Социалистического Труда (21.07.1952).

## Биография
Родилась 13 апреля 1923 года на территории современной Архангельской области.
После окончания средней школы в 1938 году Пелагея Гамаюрова стала трудиться дояркой в совхозе «Черевково» Черевковского района. В скором времени стала добиваться высоких надоев молока. Пелагею Гамаюрову назначили бригадиром животноводческой бригады совхоза, который в 1942 году был передан в качестве подсобного хозяйства в систему Главного управления исправительно-трудовых лагерей НКВД (с 1946 года — МВД) СССР.
В 1951 году подсобное хозяйство «Черевково» достигло больших показателей в животноводстве. Свой вклад в трудовые свершения коллектива внесла и бригада, управляемая Пелагеей Гамаюровой. В ходе социалистического соревнования за повышение продуктивности животноводства бригада Гамаюровой получила от 24 коров по 6169 килограммов молока с содержанием 212 килограммов молочного жира в среднем от коровы за год. Указом Президиума Верховного Совета СССР от 21 июля 1952 года за достижение высоких показателей в животноводстве в 1951 году при выполнении подсобным хозяйством плана сдачи государству сельскохозяйственных продуктов и за выполнение годового плана прироста поголовья по каждому виду продуктивного скота и птицы Гамаюровой Пелагее Михайловне присвоено звание Героя Социалистического Труда с вручением ордена Ленина и золотой медали «Серп и Молот».
В дальнейшем в течение двух лет Пелагея Гамаюрова получала от 64 коров удой в среднем по 4791 килограмм молока от коровы. В 1954 года Пелагея Гамаюрова стала участницей Всесоюзной сельскохозяйственной выставки (ВСХВ), где была отмечена золотой медалью.
Продолжила работать в подсобном хозяйстве «Черевково», которое в 1956 году было передано из системы МВД СССР в Министерство совхозов РСФСР. В 1961 году переселилась жить в Черниговскую область Украинской ССР, город Нежин.
Пелагея Гамаюрова умерла 12 августа 2001 года.